# Estádio do Arruda
Estádio do Arruda (oficjalna nazwa Estádio José do Rego Maciel) – stadion piłkarski w Recife, Pernambuco, Brazylia, na którym swoje mecze rozgrywa klub Santa Cruz Futebol Clube.

## Historia
- 1955 – José do Rego Maciel przekazuje tereny pod budowę stadionu; nazwa zostaje nadana na jego cześć
- 4 lipca 1972 – inauguracja; pierwszą bramkę zdobywa Betinho, zawodnik Santa Cruz
- 23 marca 1994 – rekord frekwencji